# Франц, Эллен
Эллен Франц (нем. Ellen Franz, впоследствии баронесса Хелена фон Гельдбург, нем. Helene Freifrau von Heldburg; 30 мая 1839, Наумбург — 24 марта 1923, Майнинген) — немецкая пианистка, театральная актриса
. Третья, морганатическая супруга герцога Саксен-Мейнингена Георга II.

## Биография
Эллен Франц родилась в семье директора торговой школы. Мать Эллен — шотландская дворянка. Эллен выросла в Берлине, где училась игре на фортепьяно у Ганса фон Бюлова. Благодаря знаменитому дирижёру она познакомилась с Козимой Лист, будущей супругой Рихарда Вагнера, с которой их связала крепкая дружба на всю жизнь. Позднее Эллен брала уроки сценического искусства у Фриба Блумауэра и Генриха Марра.
Актёрский дебют состоялся в 1860 году в Готе. Затем Франц служила в театрах Штеттина, Франкфурта-на-Одере, Ольденбурга и Мангейма. Благодаря посредничеству переводчика Шекспира и директора театра Фридриха фон Боденштедта Эллен Франц поступила на службу в придворный театр в Майнингене, где до 1873 года исполняла ведущие роли. Уже в 1868 году Эллен Франц стала любовницей герцога Георга II Саксен-Мейнингенского, который был художественным руководителем театра и работал над его реформированием. Именитая актриса Эллен Франц оказала большое влияние на эту работу. Благодаря проведённой театральной реформе придворный театр получил мировую известность.
Герцог Георг женился на Франц 18 марта 1873 года на вилле Феодора в Бад-Либенштайне. Незадолго до бракосочетания герцог возвёл её в дворянское сословие и присвоил титул баронессы фон Гельдбург. Эллен Франц стала третьей супругой герцога. Морганатический брак герцога Саксен-Мейнингена вызвал раздражение у императора Вильгельма II, который отказался от визитов в Майнинген и летнюю герцогскую резиденцию замок Альтенштайн.
После смерти Георга II в 1914 году баронесса фон Гельдбург проживала преимущественно в своём имении Фесте-Гельдбург. С 1918 года вдова поселилась в специально построенном для неё дворце Хелененштифт, ныне дворец Ам-Принценберг. После смерти была похоронена в одной могиле с герцогом Георгом II на Парковом кладбище в Майнингене.